# Makarochkinita
La makarochkinita és un mineral de la classe dels silicats, que pertany al grup de la rhönita. Rep el nom pel mineralogista rus Boris A. Makarochkin (1908-1988).

## Característiques
La makarochkinita és un silicat de fórmula química (Ca,Na)₄[Fe2+₈Fe3+₂Ti₂]O₄[Si₈Be₂Al₂O36]. Va ser aprovada com a espècie vàlida per l'Associació Mineralògica Internacional l'any 2003. Cristal·litza en el sistema triclínic. La seva duresa a l'escala de Mohs es troba entre 5,5 i 6.
Segons la classificació de Nickel-Strunz, la makarochkinita pertany a «09.DH - Inosilicats amb 4 cadenes senzilles periòdiques, Si₄O₁₂» juntament amb els següents minerals: leucofanita, ohmilita, haradaïta, suzukiïta, batisita, shcherbakovita, taikanita, krauskopfita, balangeroïta, gageïta, enigmatita, dorrita, høgtuvaïta, krinovita, rhönita, serendibita, welshita, wilkinsonita, safirina, khmaralita, surinamita, deerita, howieïta, taneyamalita, johninnesita i agrel·lita.

## Formació i jaciments
Va ser descoberta al Pit Núm. 400, al districte d'Argayashsky, dins l'óblast de Txeliàbinsk (Rússia). També ha estat descrita a la propera Reserva Natural d'Ilmen. Aquests dos indrets són els únics de tot el planeta on ha estat descrita aquesta espècie mineral.